# Acadèmia Kullak

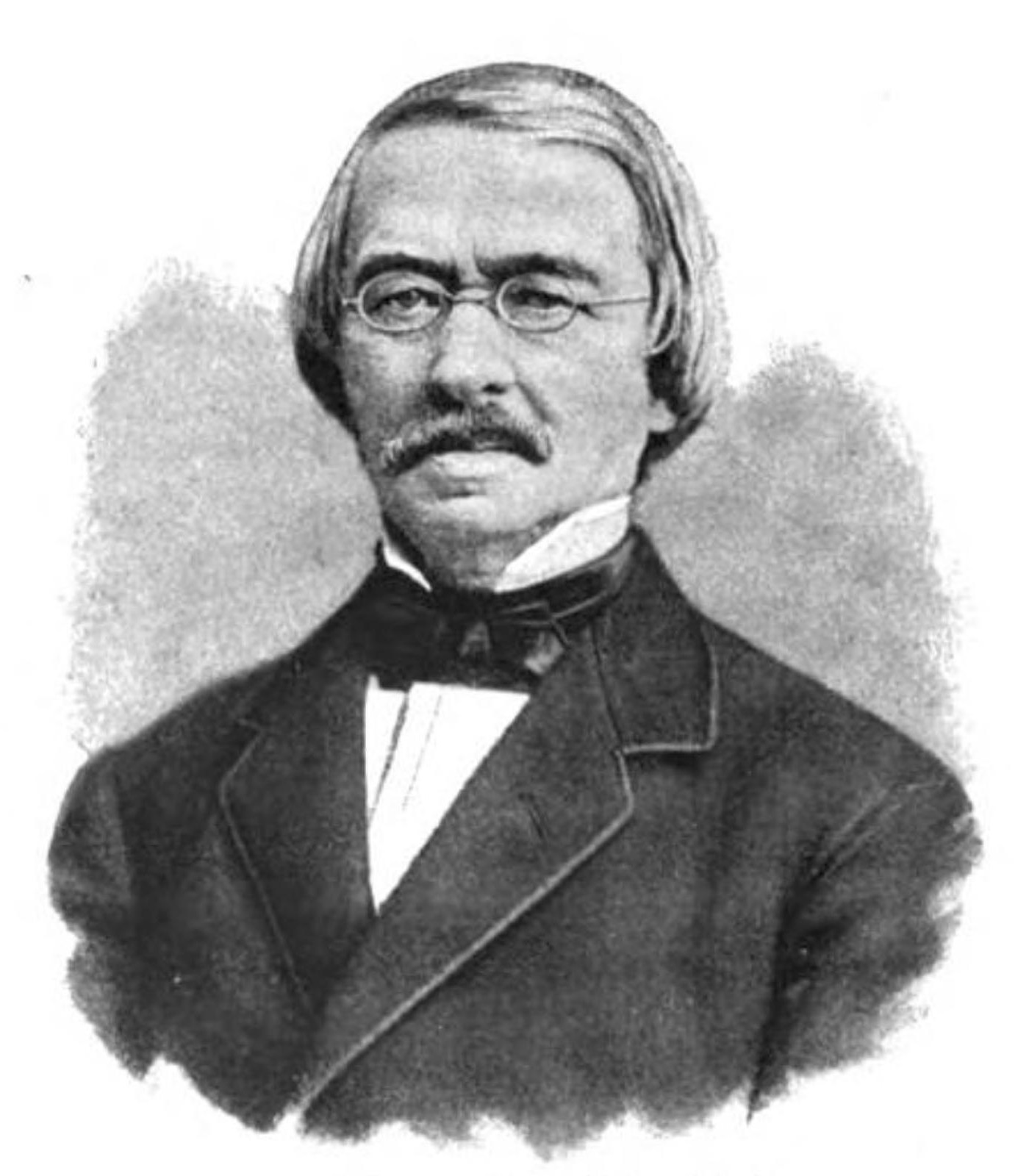
Theodor Kullak el fundador

La Nova Acadèmia de Música, sovint també anomenada Acadèmia Kullak, va ser una escola de música superior a Berlín fundada pel pianista de la cort reial Theodor Kullak (1818–1882), que va funcionar des de 1855 a la Große Friedrichstrasse núm. 94. existia fins al 1890.

## Història
Kullak va fundar el (posteriorment Sternsche) "Conservatori de Música" a Berlín el 1850 juntament amb Julius Stern i Adolf Bernhard Marx, però va deixar aquesta empresa el 1855 i va fundar la "Nova Acadèmia de Música".
Theodor Kullak va ser, entre altres coses, era amic de Franz Liszt (1811–1886), l'“ideal de l'elegància” en la seva interpretació del piano era en deute amb Sigismund Thalberg (1812–1871) d'absoluta precisió i exactitud insuperable de cada moviment conjunt (Bischoff). L'acadèmia es va centrar principalment en la formació de pianistes i també tenia classes de cant, violí, violoncel, així com diverses classes de conjunt i assignatures teòriques, així també d'idiomes. L'acadèmia aviat es va convertir en l'institut de música privat més gran d'Alemanya. Es trobava a Berlín NW, Große Friedrichstrasse núm. 94, no gaire lluny del Linden.
Entre els estudiants de l'acadèmia i formats personalment per Kullak hi havia pianistes tan destacats de l'època com Xaver Scharwenka, Moritz Moszkowski i (anteriorment) Anton i Nikolai Rubinstein. Moszkowski va començar a ensenyar a l'acadèmia als 17 anys, mentre que Sharwenka i Nikolai Rubinstein al seu torn es van convertir en fundadors d'institucions d'educació musical, el Conservatori Sharwenka i el Conservatori de Moscou.
Alfred Grünfeld, Théo Ysaÿe, Agathe Backer-Grøndahl, Otto Winter-Hjelm, Martha Schwieder, Jean Louis Nicodé, Georg Favoriten i Heinrich Karl Johann Hoffmann també van estudiar a l'Acadèmia Kullak. Émile Sauret, Richard Wüerst, Gustav Engel, Emil Breslauer i Wilhelm Langhans van treballar com a professors. En el moment del seu 25è aniversari, el nombre d'alumnes era de 1.000 i el nombre de professors era de 100.
Després de la mort de Theodor Kullak el 1882, el seu fill Franz Kullak (1844–1913) va dirigir l'acadèmia, però aquest va ser el començament de la seva decadència. Es va dissoldre inesperadament el 1890.

## Directors
- Theodor Kullak
- Franz Kullak

## Professors coneguts (selecció)
- Hans Bischoff (1852–1889), pianista, professor de piano i editor
- Emil Breslauer (1836–1899), músic i compositor
- Siegfried Dehn (1799–1858), teòric de la música i professor de contrapunt
- Gustav Engel (1823–1895), professor de cant i escriptor musical
- August Eduard Grell (1800–1886), compositor, organista i director de l'Acadèmia de Cant de Berlín.
- Richard Krentzlin (1864–1956) (ja estudiant a l'acadèmia)
- Wilhelm Langhans (1832–1892), compositor, escriptor musical
- Émile Sauret (1852–1920), violinista, professor de música i compositor
- Edward Benjamin Scheve (1865–1924), compositor, pianista, organista
- Albert Werkenthin (1842–1914), pianista, escriptor musical
- Richard Ferdinand Wüerst (1824–1881), pedagog musical i compositor

## Estudiants (selecció)
- Martin Grabert (1868–1951), compositor i organista
- Agathe Backer-Grøndahl[5] (1847–1907), compositor i pianista
- Alfred Grünfeld (1852–1924), pianista, compositor i professor de música
- Heinrich Karl Johann Hofmann (1842–1902), compositor
- Victor Holländer (1866–1940), pianista, director d'orquestra i compositor
- Ferdinand Hummel (1855–1928), compositor i director d'orquestra
- Richard Krentzlin (1864–1956), autor de l'escola de piano El jove pianista
- Georg Favoriten (1865–1946), compositor
- Moritz Moszkowski (1854–1925), compositor i pianista
- Jean Louis Nicodé (1853–1919), compositor, director d'orquestra, pianista i pedagog musical
- Erika Lie Nissen (1845–1903), pianista i professora de música
- Franz Rummel (1853–1901), pianista i compositor
- Philipp Scharwenka (1847–1917), compositor i musicòleg
- Xaver Scharwenka (1850–1924), compositor i pianista
- Otto Winter-Hjelm (1837–1931), compositor, director d'orquestra, organista, crític musical i pedagog
- Théo Ysaÿe (1865–1918), compositor i pianista